# Economia do Gabão
O Gabão tem uma renda per capita 4 vezes maior que os países vizinhos da África subsaariana. Isto ajudou a reduzir os índices de pobreza extrema. Entretanto, devido à desigualdade de distribuição de renda, uma boa parcela da população permanece pobre.
O Gabão dependia da produção de manganês e de madeira até que o petróleo foi descoberto em sua costa na década de 1970. O petróleo representa hoje 45% do Produto Interno Bruto e 80% das exportações, tornando-o o quinto maior produtor de petróleo na África. No entanto, o o governo do país tem diversificado a economia pois as reservas de petróleo têm diminuído.
Cerca de 60% da força de trabalho do país está na agricultura. Há poucas indústrias de transformação no país. Um dos motivos é o seu reduzido mercado interno. Outros são: a sua dependência do mercado francês e o seu pouco contato comercial com países vizinhos. O país teve sua dívida com o Brasil perdoada e em troca as empresas brasileiras receberam incentivos fiscais.

## Comércio exterior
Em 2020, o país foi o 97º maior exportador do mundo (US $ 7,1 bilhões). Já nas importações, em 2019, foi o 154º maior importador do mundo: US $ 2,1 bilhões.

## Setor primário

### Agricultura
O Gabão produziu, em 2019:
- 337 mil toneladas de mandioca;
- 350 mil toneladas de plantain (banana-da-terra);
- 300 mil toneladas de cana-de-açúcar;
- 230 mil toneladas de inhame;
- 94 mil toneladas de taro;
- 47 mil toneladas de milho;

Além de produções menores de outros produtos agrícolas.

### Pecuária
Em 2019, o Gabão produziu 10 milhões de litros de leite de vaca, 28 mil toneladas de carne de caça, 3,9 mil toneladas de carne de frango, 3,5 mil toneladas de carne suína, 2 mil toneladas de carne de coelho, entre outros.

## Setor secundário

### Indústria
O Banco Mundial lista os principais países produtores a cada ano, com base no valor total da produção. Pela lista de 2019, o Gabão tinha a 82ª indústria mais valiosa do mundo (US $ 6,7 bilhões).

### Mineração
Em 2019, o país era o 3º maior produtor mundial de manganês.
Na produção de ouro, em 2017 o país produziu 1 tonelada.

#### Energia
Nas energias não-renováveis, em 2020, o país era o 36º maior produtor de petróleo do mundo, extraindo 173,6 mil barris/dia. Em 2011, o país consumia 15,8 mil barris/dia (139º maior consumidor do mundo). O país foi o 30º maior exportador de petróleo do mundo em 2010 (225,3 mil barris/dia). Em 2015, o Gabão era o 74º maior produtor mundial de gás natural, com uma produção quase nula.